# Brendan’s Death Song
«Brendan’s Death Song» (англ. Песня смерти Брендана) — песня, написанная Red Hot Chili Peppers, одна из песен альбома I’m with You, ставшая пятым и последним синглом альбома. Сингл выпущен 11 июня 2012 года посредством цифровой загрузки. CD-сингл, состоящий из двух дорожек, был выпущен в Германии 24 августа 2012 года.

## История написания песни
Песня посвящена Брендану Маллену, основателю клуба The Masque, маленького панк-рок клуба, который был важной частью ранней панк-сцены Лос-Анджелеса. Также Маллен был давним другом Red Hot Chili Peppers и одним из первых музыкальных агентов, который дал группе старт. В 1983 Энтони Кидис и Фли сделали демозапись и пришли с ней в популярный клуб Лос-Анджелеса, Club Lingerie. Там они впервые встретились с Малленом, который на тот момент занимался организацией концертов в заведении. Они включили Маллену свою запись и начали под неё танцевать. Увиденное настолько его впечатлило, что он предложил им выступить на разогреве приближающегося концерта Bad Brains, которые не только повлияли на творчество самих Red Hot Chili Peppers, но и, вообще, были королями панк-рок сцены того времени.
Позже Брендан Маллен вместе с «Блэки Дэмметом работал над созданием биографии группы Red Hot Chili Peppers: Устная и наглядная история». Однако в 2009 году он внезапно умер после пережитого им инсульта, так и не дописав книгу. Работа над биографией группы, в конечном счете, была закончена Кэйтери Батлер, которая долгие годы была его компаньоном, и Джоном Карри, дизайнером и музыкантом, участником группы The Flyboys, который был другом Маллена ещё со времен существования клуба The Masque. Книга была опубликована в 2010 году.
Газета Los Angeles Times опубликовала двухстраничную статью Фли, посвященную смерти Маллена.
Согласно опубликованному в июле 2011 года интервью с вокалистом Энтони Кидисом, Маллен скончался в первый день репетиций нового альбома. Кидис сказал, что он получил текстовое сообщение о смерти Маллена во время репетиции и сразу же сообщил об этом группе. Не произнося ни слова, ошеломленные произошедшим участники группы начали джемить, и то, что получилось, стало основой песни.
Кидис заявил, что в песне ощущаются ноты траурного марша, но, по существу, «песня в большей степени торжественная, чем вызывающая досаду».
Кидис говорит, что его любимой частью песни является мостовая секция, где становится довольно темно на некоторое время, а затем появляется это чувство падения в неведомую бездну смерти.
Гитарист Джош Клингхоффер считает, что песня наполовину акустический траур, наполовину быстро скачущие хард-рок-проводы.
Несмотря на то, что песня не была запущена в радиоэфир, фанаты, согласно опросу читателей журнала Rolling Stone в 2011 году, проголосовали за то, чтобы внести её Топ-10 лучших песен года. В интервью, опубликованном 6 марта 2012 года в журнале Billboard, Чад Смит заявил о том, что песня станет следующим синглом группы.

## Построение
Песня написана в тактовом размере 4/4. Начало представлено вступлением на акустической гитаре, на которое затем накладывается пение вокалиста Энтони Кидиса. Песня постепенно нарастает, задействуя электрогитары, барабаны, бас-гитару, и достигает полного звучания в первом припеве. В ударной секции интенсивно задействованы том-том барабаны. В припеве, следуя за мостом, басист Фли исполняет импровизированную басовую партию. Песня заканчивается несколько раз повторяющимся припевом, сопровождающимся сольными партиями Фли и Чада Смита.

## Видеоклип
Клип был создан под руководством Марка Класфельда, который руководил съемками «The Adventures of Rain Dance Maggie» и «Monarchy of Roses». Сцены клипа были отсняты в Новом Орлеане 21 мая 2012. На своем сайте группа пригласила фанатов принять участие в съемках. Для этого необходимо было выслать личную фотографию и анкету. Выбранные участники должны были появиться в видеоклипе.
Концепция клипа построена на традиции Похоронного джаза, который подразумевает шествие марширующего ансамбля музыкантов, рассредоточенных по всей длине похоронной процессии. Так, первая часть клипа представлена похоронной процессией, возглавляемой участниками группы Red Hot Chili Peppers на чёрном катафалке Ford Pickup. В финальной же части клипа действие происходит на кладбище Макдоновиль в Луизиане. А декорациями служат горящие буквы, образующие два слова «Death Song» (с англ. — «песня смерти»).
Премьера видеоклипа состоялась 28 июня 2012 года на сайте rollingstone.com. Длина песни в видеоверсии укорочена на 2 минуты (по сравнению с альбомной версией). Также был выпущен полноразмерный видеоклип 16 августа 2012 года.

## Список форматов и дорожек
Радио промосингл
1. «Brendan’s Death Song» (радиоверсия)

Промосингл
1. «Brendan’s Death Song» (альбомная версия)
2. «Brendan’s Death Song» (радио версия)
3. «Brendan’s Death Song» (инструментальная версия)

Синглы, выпущенные в Германии
1. «Brendan’s Death Song»
2. «Goodbye Hooray» (live; запись 2 мая 2012 года, в спортивном комплексе Белл-центр, Монреаль)

## Состав
- Фли — бас-гитара
- Энтони Кидис — ведущий вокал
- Джош Клингхоффер — гитара, бэк-вокал
- Чад Смит — ударная установка

## В популярной культуре
Отрывки песни звучат в Рождественском выпуске передачи Top Gear's India Special.